# 劉伉
劉 伉（りゅう こう、生年不詳 - 93年）は、後漢の皇族。千乗貞王。

## 経歴
章帝の長男として生まれた。79年（建初4年）4月辛卯、千乗王に封じられた。弟の和帝が即位すると、劉伉は長兄として礼遇された。93年（永元5年）1月戊子、洛陽で死去した。諡を貞といった。
子の劉寵が後を嗣いだ。

## 伝記資料
- 『後漢書』巻55 列伝第45